# Moyuta
Pour l’article homonyme, voir Moyuta (volcan).
Moyuta est une ville du Guatemala dans le département de Jutiapa.